# Hendrik van Nassau-Ouwerkerk

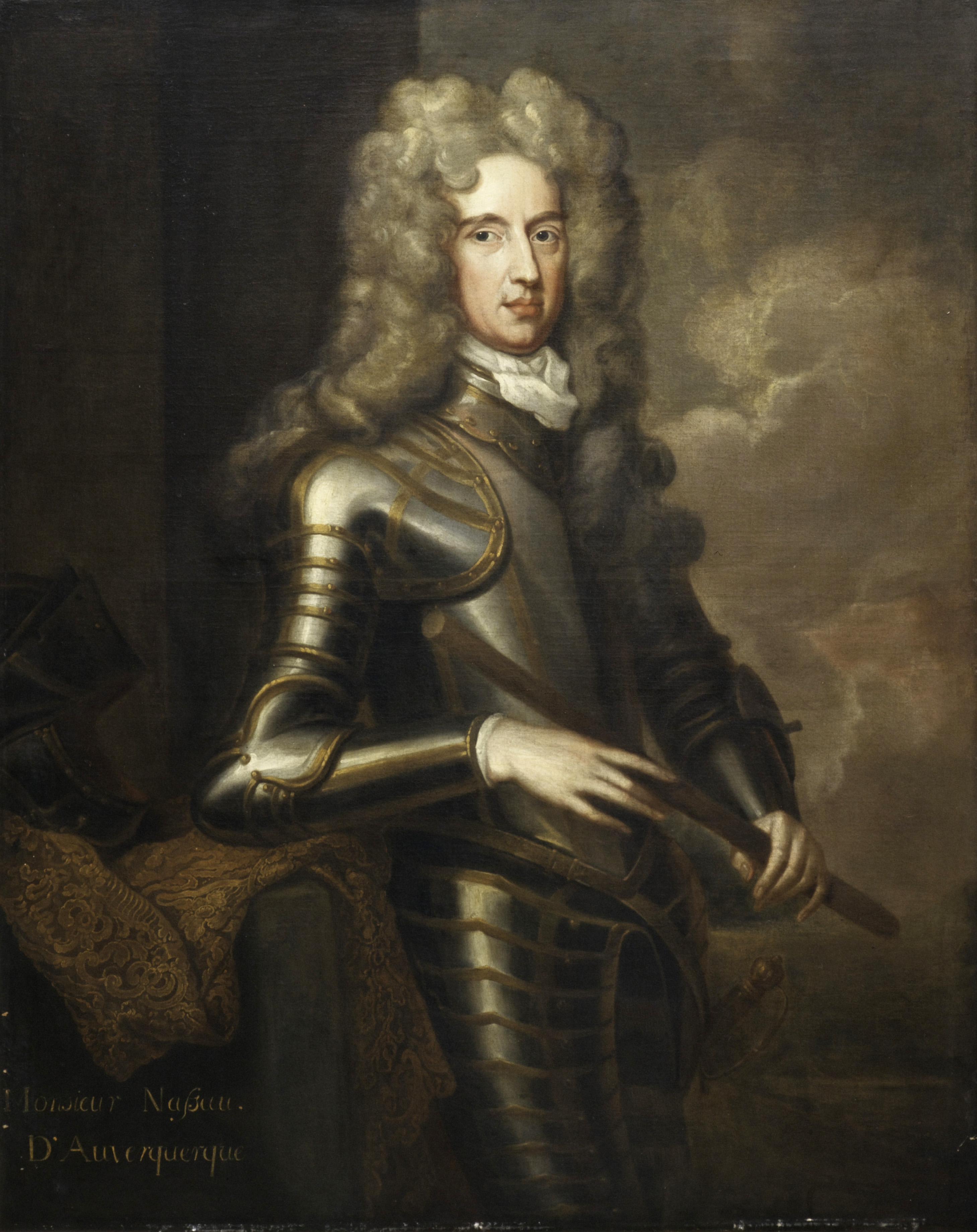
Hendrik van Nassau-Ouwerkerk

wapen van Nassau-LaLecq

Hendrik van Nassau-Ouwerkerk, heer van Ouderkerk en Woudenberg ('s-Gravenhage, 16 december 1640 – Roeselare, 18 oktober 1708) was een Nederlands militair. Hij was de zoon van Lodewijk van Nassau-Beverweerd, een bastaardzoon van stadhouder Maurits en Margaretha van Mechelen.
Hendrik trad in 1666 in Staatse dienst, werd stalmeester van prins Willem III en volgde de prins in de oorlog met Frankrijk. De prins was zeer op hem gesteld, vooral nadat Hendrik hem op 14 augustus 1678 bij de Slag bij Saint Denis het leven had gered door zijn belager neer te schieten.
Hendrik vergezelde de prins in 1688 naar Engeland, liet zich daar naturaliseren en werd opperstalmeester van koning-stadhouder Willem III. In Londen bewoonde Hendrik het pand Downing Street 10, de huidige ambtswoning van de Britse premier. Het pand werd naar hem 'Overkirk House' genoemd (verbastering van Ouwerkerk). Hendrik nam deel aan de Negenjarige Oorlog (1688-1697). In 1697 werd hij generaal.
Na de dood van Willem III in 1702 keerde Hendrik terug naar de Republiek. Toen Godard van Reede kort na zijn benoeming als opperbevelhebber in 1703 overleed werd Van Nassau benoemd tot bevelhebber van het leger. In 1704 tot veldmaarschalk benoemd, nam hij aan de zijde van de hertog van Marlborough als aanvoerder van de Staatse troepen deel aan de Spaanse Successieoorlog. Hij streed onder andere bij Ramillies en Oudenaarde.
Tijdens het beleg van Rijsel in 1708 werd Hendrik ziek en na een ziekbed van vier dagen overleed hij te Roeselare, 67 jaar oud. Enkele weken later werd hij bijgezet in de Grafkelder van Nassau-LaLecq te Ouderkerk
Van Nassau trouwde in 1667 met Françoise van Aerssen (1642-1720), een zus van gouverneur Cornelis van Aerssen van Sommelsdijck. Het echtpaar kreeg acht kinderen, onder wie Willem Maurits van Nassau-Ouwerkerk (1679-1753).
- Biografisch Portaal: 17570586
- Digitale Bibliotheek voor de Nederlandse Letteren: nass015
- Gemeinsame Normdatei: 141732202
- International Standard Name Identifier: 0000 0000 8573 2622
- Library of Congress Control Number: n2016006227
- Nederlandse Thesaurus van Auteursnamen: 387175474
- Virtual International Authority File: 123918184
- WorldCat: E39PBJbCQtbWFM9ypXdtBVTPwC